# Charlie Share
Charles Edward "Chuck" Share (Akron, Ohio, Estados Unidos, 14 de marzo de 1927 - Chesterfield (Misuri), Misuri, 7 de junio de 2012) fue un jugador de baloncesto estadounidense que jugó durante nueve temporadas en la NBA.
Con 2,11 metros de altura jugaba en la posición de pívot. Fue el primer jugador en ser elegido como número 1 del Draft de la NBA de la historia, ya con la liga unificada.

## Trayectoria deportiva

### Universidad
Jugó durante 4 temporadas con los Falcons de la Universidad de Bowling Green, en las que promedió 14,2 puntos en 121 partidos disputados.

### Profesional
Fue elegido en el número 1 del Draft de la NBA de 1950 por Boston Celtics, aunque nunca llegó a jugar allí. Comenzó su andadura profesional en los Fort Wayne Pistons, donde permaneció durante dos temporadas y media, siendo muy poco utilizado. Mediada la temporada 1953-54 fue traspasado a Milwaukee Hawks, equipo en el que contó con más minutos y en el que permaneció casi hasta el final de su carrera, trasladándose con ellos a la ciudad de St. Louis, en donde ganó su único anillo de campeón en 1958. En su última temporada en activo, la 1959-60, jugó unos pocos partidos con Minneapolis Lakers.
En el total de su carrera promedió 8,3 puntos y 8,4 rebotes por partido.

## Estadísticas de su carrera en la NBA
|  | Denota temporadas en las que ganó un campeonato de la NBA |
|  | Líder de la liga                                          |

### Temporada regular
| Año      | Equipo      | PJ  | MPP  | TC%  | TL%   | RPP  | APP | PPP  |
| -------- | ----------- | --- | ---- | ---- | ----- | ---- | --- | ---- |
| 1951–52  | Fort Wayne  | 63  | 14.0 | .322 | .619  | 5.3  | 1.0 | 3.9  |
| 1952–53  | Fort Wayne  | 67  | 15.6 | .358 | .735  | 5.6  | 1.1 | 5.3  |
| 1953–54  | Fort Wayne  | 21  | 7.4  | .257 | .600  | 3.0  | .5  | 1.7  |
| 1953-54  | Milwaukee   | 47  | 30.2 | .391 | .694  | 10.5 | 1.5 | 11.2 |
| 1954–55  | Milwaukee   | 69  | 24.4 | .407 | .713  | 9.9  | 1.2 | 11.9 |
| 1955–56  | St. Louis   | 72  | 27.4 | .430 | .695  | 10.8 | 1.8 | 13.6 |
| 1956–57  | St. Louis   | 72* | 23.2 | .439 | .684  | 8.9  | 1.1 | 10.3 |
| 1957-58† | St. Louis   | 72* | 25.3 | .396 | .648  | 10.4 | 1.8 | 8.6  |
| 1958-59  | St. Louis   | 72* | 23.8 | .386 | .755  | 9.1  | 1.4 | 6.0  |
| 1959-60  | St. Louis   | 38  | 16.7 | .381 | .658  | 5.7  | 1.6 | 4.3  |
| 1959-60  | Minneapolis | 3   | 6.0  | .750 | 1.000 | 2.0  | .7  | 2.3  |
| Total    | Total       | 596 | 21.9 | .400 | .693  | 8.4  | 1.4 | 8.3  |

### Playoffs
| Año   | Equipo      | PJ  | MPP  | TC%  | TL%  | RPP | APP | PPP  |
| ----- | ----------- | --- | ---- | ---- | ---- | --- | --- | ---- |
| 1952  | Fort Wayne  | 2   | 17.5 | .727 | .600 | 5.0 | 1.5 | 9.5  |
| 1953  | Fort Wayne  | 8   | 24.8 | .407 | .667 | 6.5 | 1.5 | 6.0  |
| 1956  | St. Louis   | 8   | 28.9 | .493 | .646 | 9.1 | 1.6 | 12.9 |
| 1957  | St. Louis   | 10* | 16.8 | .431 | .600 | 6.3 | .6  | 9.2  |
| 1958† | St. Louis   | 11* | 18.3 | .393 | .658 | 6.2 | 1.0 | 6.6  |
| 1959  | St. Louis   | 6   | 20.3 | .296 | .714 | 8.7 | 1.5 | 4.3  |
| 1960  | Minneapolis | 9   | 13.7 | .429 | .909 | 3.8 | .6  | 2.4  |
| Total | Total       | 57  | 19.9 | .435 | .659 | 6.5 | 1.1 | 7.1  |